# بخش خنرال پاز
بخش خنرال پاز (به اسپانیایی: Departamento General Paz) یک منطقهٔ مسکونی در آرژانتین است که در استان کورینتس واقع شده‌است. بخش خنرال پاز ۲٬۶۳۴ کیلومتر مربع مساحت و ۱۴٬۷۲۵ نفر جمعیت دارد.